# Frolov
Frolov (en rus: Фролов) és un poble (un khútor) de l'óblast de Volgograd, a Rússia, segons el cens del 2010 tenia 67 habitants.